# Chorrillos

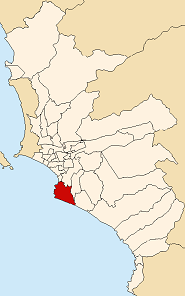
Chorrillos läge i provinsen Lima.

Chorrillos är ett distrikt i provinsen Lima i Peru och en del av staden Lima. Det har fått sitt namn det spanska ordet för droppa. Distriktet grundades ursprungligen som San Pedro de los Chorrillos och tjänstgjorde som en lyxig badort till sent 1800-tal, då det blev nästan helt förstört av chilenska trupper under Salpeterkriget.
Borgmästare (alcalde) i Chorrillos är för närvarande Fernando Velasco Huamán (2023-2026). Distriktets postkod är 9.

## Geografi
Distriktet har en total area av 38,94 km². Administrationen för Municipalidad de Chorrillos ligger 37 meter över havet.

### Gränser
- Norr: Barranco och Santiago de Surco
- Öst: Santiago de Surco
- Söder och väster: Stilla havet

## Demografiska uppgifter
Enligt en beräkning 2017 av INEI (Perus nationella statistik- och informationsbyrån), har distriktet 314 241 invånare och en befolkningstäthet av 8 070 personer per km². 1999 fanns det 52 163 hushåll i distriktet.

## Attraktioner
Chorrillos är sedan gammalt känt som en badort till Lima, speciellt stranden La Herradura, med sina restauranger. Udden vid La Herradura är också ett populärt tillhåll för surfing. Herradura hade sina glansdagar i mitten av 1900-talet.
I Chorrillos ligger Planetario Morro Solar som sedan 2010 är försett med ett modernt digitalt system och intill detta ligger Limas observatorium. Bland observatoriets teleskop märks ett Celestron 14" och två ekvatorialspeglar. Planetariet och observatoriet befinner sig på toppen av Morro Solar och identifierar Chorrillos.
Från Chorrillos kan man, vid siktigt väder, se Limabukten (Barranco, Miraflores och Costa Verde, Magdalena del Mar) ända bort till den 20 km avlägsna udden i Callao, La Punta och ön San Lorenzo i Callao.
På toppen av Morro Solar finns också ett monument över den okände soldaten, en symbol över försvaret av Lima, och ett stort kors som nattetid lyser upp Limabukten.
I Chorrillos finns tre peruanska sällskap:
- Club de Regatas Lima
- Centro Cultural Deportivo Lima
- Country Club de Villa

Chorrillos har två av landets äldsta brandstationerna, Compañía de Bomberos Garibaldi N° 6, grundad den 13 oktober 1872 av italienska immigranter bosatta i distriktet, och Compañía de Bomberos Olaya N° 13, grundat den 29 juni 1890 efter att tre brandmän i den förstnämnda stationen hade arkebuserats av den chilenska armén under invasionen av Chorrillos.

## Historia
Området runt Morro Solar var en gång en prekolumbiansk stad känd som Armatambo. Efter den spanska erövringen av Peru övergavs bosättningarna och indianerna närmade sig stranden. Samhället "San Pedro de los Chorrillos" som då uppstod grundades officiellt som Distriktet Chorrillos 1857.
Chorrillosdistriktet var platsen för viktiga händelser under kriget mot Chile (1879-1883). Från tiden för republiken finns bara ett fåtal av de stora gamla husen kvar, merparten förstördes vid den chilenska attacken (Slaget vid San Juan och Chorrillos) den 13 januari 1881 och den efterföljande skövlingen av Chorrillos. Dagen efter brändes Barranco.
Under 1800-talet byggdes en spårväg från centrala Lima till badstranden La Herradura i Chorrillos. Spårvägen är numera nedlagd, och den avslutande tunneln genom berget Morro Solar ner till stranden används som enkelriktad biltunnel från stranden.

## Kända personer från Chorrillos
Den Afro-Peruanska sångerskan Susana Baca kommer från Chorrillos.
Fiskaren José Olaya (José Silverio Olaya Balandra), (1782 – †1823), martyr under självständighetskriget och nationalhjälte, föddes i Chorrillos.